# Алтимир (ледник)
 Тази статия е за ледника.  За селото в Област Враца вижте Алтимир.  
Алтимир (на английски: Altimir Glacier) е ледник на полуостров Паркър, остров Анвер в Антарктика. Получава това име в чест на село Алтимир в Област Враца през 2009 г.

## Описание
Ледникът е с дължина 4,8 km и ширина 5,5 km на северните склонове на хребета Остериет. Разположен е източно от ледника Клептуза. Оттича се на север в залива Фурние, източно от нос Студена.

## Картографиране
Британско картографиране през 1980 г.

## Карти
- British Antarctic Territory. Scale 1:200000 topographic map No. 3217. DOS 610 – W 64 62. Tolworth, UK, 1980.
- Antarctic Digital Database (ADD). Scale 1:250000 topographic map of Antarctica. Scientific Committee on Antarctic Research (SCAR). Since 1993, regularly upgraded and updated.